# Short 330
Die Short 330 (auch Shorts 330) ist ein Kurzstrecken-Passagier- und Frachtflugzeug des ehemaligen britischen Flugzeugherstellers Short Brothers.

## Geschichte

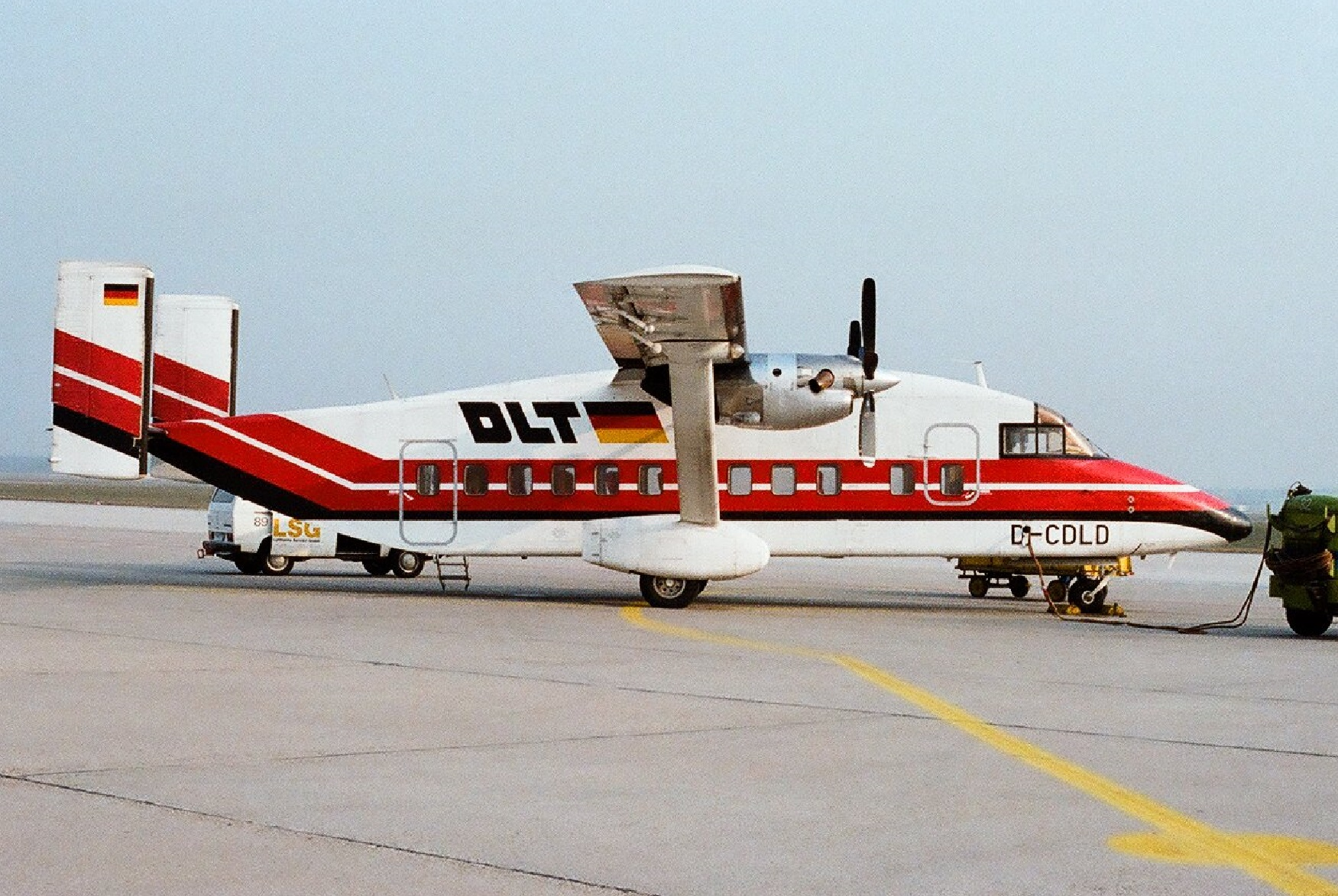
Short 330 der DLT, Frankfurt 1983

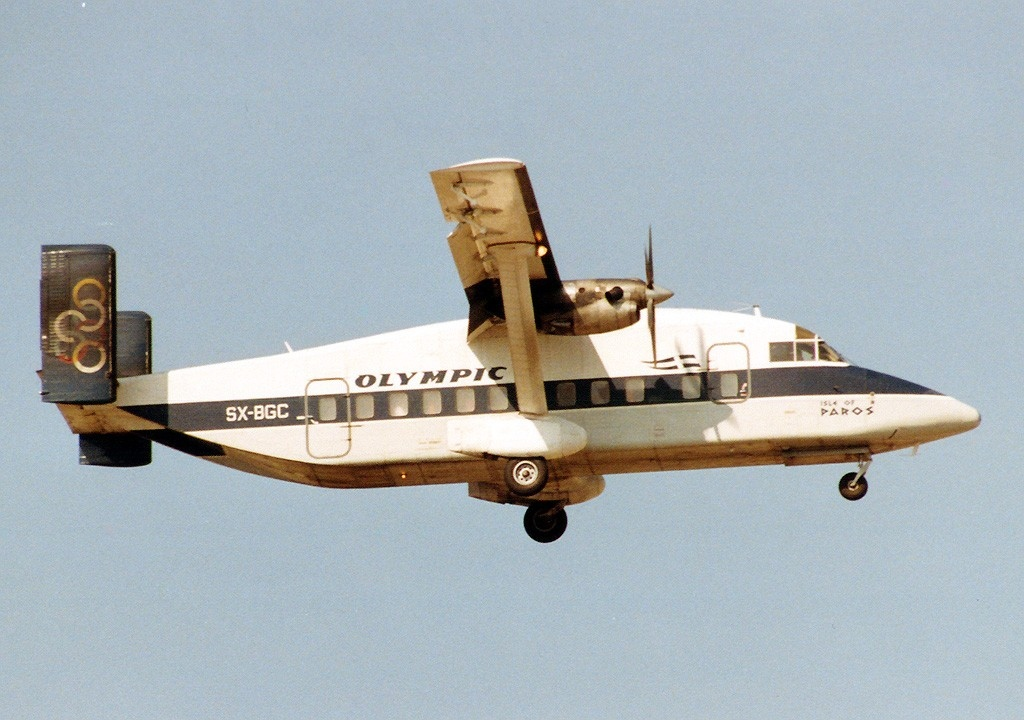
Short 330 der Olympic Airways

Da das geringe Leistungspotential der Short Skyvan den Absatz begrenzte, entwickelte Shorts eine verbesserte größere Version mit dem Namen SD3-30, der später in Short 330 geändert wurde.
Die Short 330 hat eine im Vergleich zur Skyvan um 2,97 m größere Flügelspannweite, einen 3,78 m längeren Rumpf und Platz für bis zu 30 Passagiere. Die variable Kabine ermöglichte einen an den Bedarf angepassten gemischten Passagier-Frachtbetrieb. Sehr ungewöhnlich ist die Tatsache, dass Kapitän und Erster Offizier ihre jeweiligen Sitze durch zwei getrennte Cockpittüren erreichen (an der rechten und linken Außenseite der Kabine). Wie die Skyvan verfügt auch die Short 330 nicht über eine Druckkabine.
Als Antrieb wurden zwei Propeller-Turbinen Pratt & Whitney PT6A-25B mit je 862 kW (1.172 PS) Nennleistung bzw. 761 kW (1.035 PS) Dauerleistung gewählt.
Gebaut wurden zwei Prototypen, von denen der erste am 22. August 1974 zum Jungfernflug abhob. Fast zwei Jahre später wurde mit der Auslieferung begonnen. Trotz anfänglicher Flaute stiegen Anfang der 1980er-Jahre die Verkaufszahlen. Im Jahr 1981 ließ das Interesse an diesem Muster wieder nach, als mit der Produktion der Short 360 begonnen wurde. In Deutschland wurden sechs Maschinen des Musters von DLT eingesetzt, wo sie rasch den Spitznamen „Schuhkarton“ erhielten.
Im Jahr 1982 erschienen zwei Varianten der 330 – die 330UTT (Utility Tactical Transport) und die Sherpa.
Bei der UTT handelt es sich um ein Mehrzwecktransportflugzeug, dessen verstärkter Kabinenboden eine erhöhte Nutzlast von bis zu 3.630 kg tragen konnte. Des Weiteren wurden Zurrbeschläge zur Ladungssicherung eingebaut die einzelne Passagiertür durch zwei nach innen öffnende Türen ersetzt, so dass der Ein- und Ausstieg von bis zu 30 Fallschirmjägern leichter und schneller vonstattengeht. Es steht auch ein Sanitätsrüstsatz für den Transport von bis zu 15 liegenden Verwundeten zur Verfügung. Erst 1983 wurden lediglich zwei Exemplare der UTT verkauft – jeweils eine an die Königlich Thailändische Polizei und das Heer. Im Jahr 1984 folgte eine Nachbestellung über zwei Maschinen und 1985 ging eine weitere UTT an Amiri Guard Air Wing.

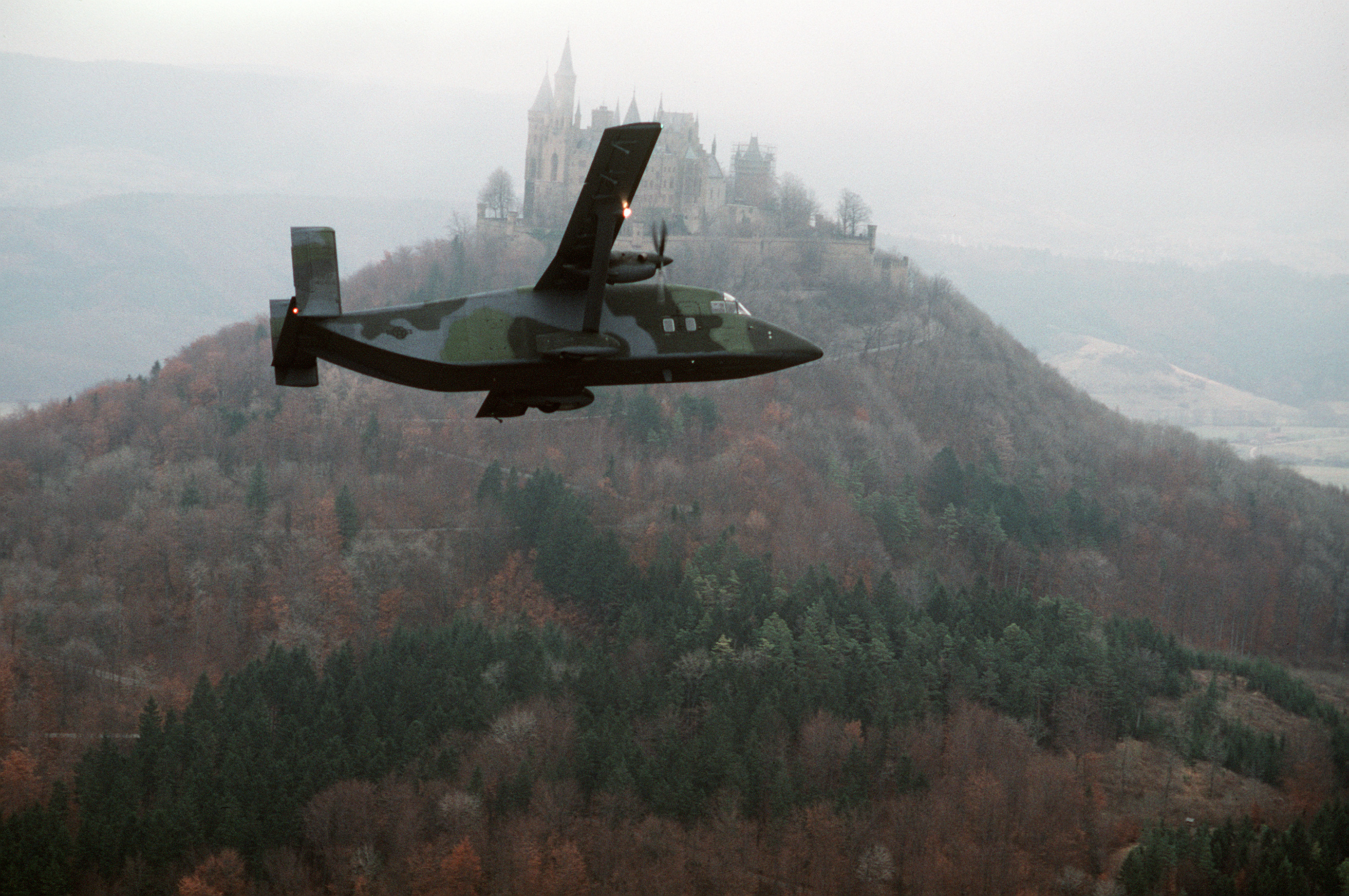
C-23A Sherpa nahe der Burg Hohenzollern

Die Sherpa war für den militärischen Transport von Material und Personen konzipiert. Was sie zu einem leistungsfähigen Frachtflugzeug macht, ist ihre Frachtklappe mit Laderampe im Heck. Im Frachtraum können vier LD3-Container oder sieben C08-Container oder zwei Halbtonner (z. B. Land Rover) untergebracht werden. Durch die eingebauten Sitzschienen ist eine zügige Änderung zwischen Fracht- und Personenbetrieb möglich. Im Jahr 1983 suchte die USAFE für das European-Distribution-System- (EDS-) Konzept einen vielfältig einsetzbaren Flugzeugtyp und entschied sich für die Sherpa, von der 1984 18 Exemplare als C-23A bestellt wurden. Um die Versorgung der US-Flugkörpertesteinrichtung auf dem Kwajalein-Atoll zu bewerkstelligen, mietete die US-Armee sechs Maschinen von Regionalfluggesellschaften.
Im Jahr 1988 kaufte die Nationalgarde der US-Armee zehn Sherpas zum Ersatz ihrer De Havilland Canada C-7 Caribou. Im Jahr 1992 bestellte das Heer zehn C-23B nach. Im Jahr 1993 waren nur noch drei C-23A und C-23B im Dienst. Ab 2010 werden alle C-23 ausgemustert und gegen Transporter des Typs Alenia C-27 getauscht.
Bis zum Produktionsende Mitte 1997 verließen insgesamt 179 Shorts 330, UTTs und Sherpas das Short-Werk.

## Versionen

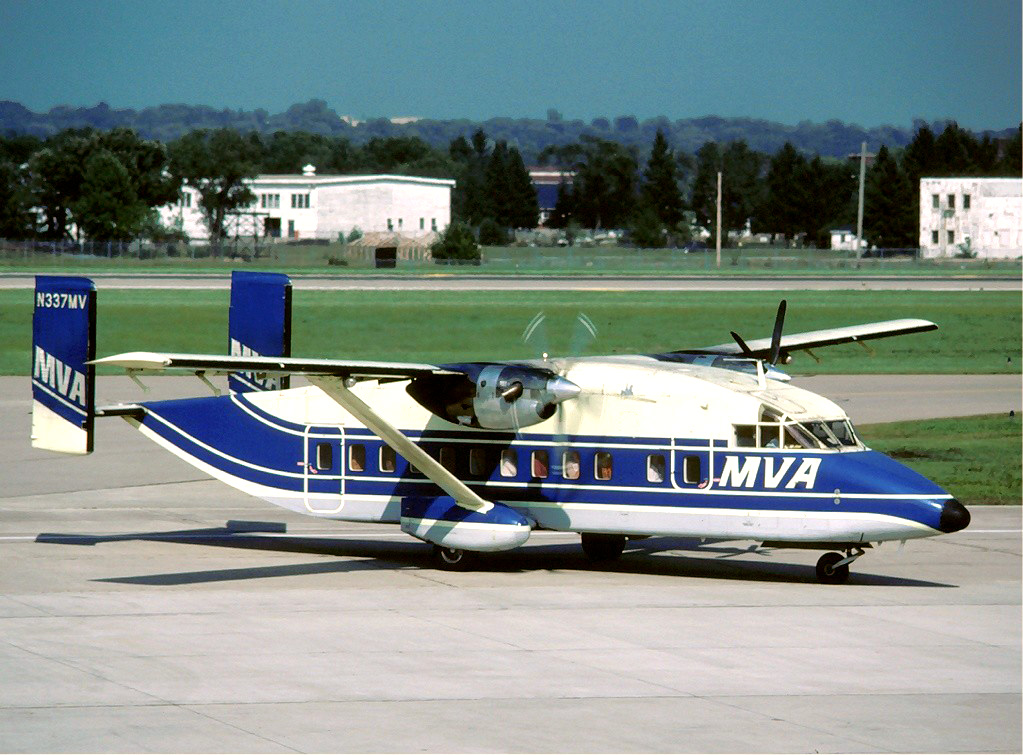
Eine Short 330 der Mississippi Valley Airlines

- 330-100 – Stammversion (vorher SD3-30)
- 330-200 – größere Tankkapazität für größere Reichweite (vorher 360 Advanced)
- 330-220 – leichte Transportversion
- 330-UTT – Mehrzwecktransportflugzeug (Utility Tactical Transport), gestärkter Boden, strukturelle Verstärkung
- C-23A Sherpa – USAF-Version der 330-UTT, zwei Kabinenfenster auf jeder Seite
- C-23B Sherpa – Version der 330-UTT für die US Army National Guard, elf Kabinenfenster auf jeder Seite
- JC-23A Sherpa – von der US Army für die „elektronische Kriegsführung“ umgerüstete C-23A

## Militärische Nutzer
Brasilien
Exército Brasileiro: 8 C-23B+ (aus US Army Beständen, 2018 bestellt)
 Dschibuti
Luftstreitkräfte/Force Aérienne du Djibouti: 2 C-23B (aus US Army Beständen)
 Philippinen
Armee: 2 C-23B+ (aus US Army Beständen)
Küstenwache: 2 C-23B+ (aus US Army Beständen)
 Tansania
 Thailand
 Vereinigte Arabische Emirate
 Vereinigte Staaten
US Air Force: 18 C-23A, von 1985 bis 1990 in Zweibrücken stationiert
US Army: 43, 15 C-23B, 28 C-23B+
United States Forest Service
NASA
 Venezuela

## Zwischenfälle
Vom Erstflug 1974 bis März 2020 kam es mit Short 330 zu 23 Totalschäden von Flugzeugen. Bei 5 davon kamen 41 Menschen ums Leben. Auswahl:
- Am 28. Oktober 1983 öffnete ein Passagier kurz nach dem Start vom Harrisburg International Airport die hintere Tür einer Short 330-200 der Allegheny Commuter (Luftfahrzeugkennzeichen N26288) und stürzte aus mehr als 1000 Metern Höhe zu Boden. Die Maschine konnte mit den verbliebenen 29 Personen an Bord (26 Passagiere und 3 Besatzungsmitglieder) zum Flughafen zurückkehren (siehe auch Zwischenfall der Allegheny Commuter bei Middletown).

- Am 11. Januar 1988 wurde eine geparkte Vickers Viscount 806 der British Air Ferries (BAF) (G-APIM) auf dem Flughafen Southend (Vereinigtes Königreich) von der Short 330 G-BHWT der ebenfalls britischen Fairflight Charters gerammt, die gerade zur Startbahn rollte, als ihre Bugradsteuerung ausfiel. Dieses Flugzeug hatte schon länger Probleme mit dem Hydrauliksystem und war außerdem lange Zeit ohne jede Wartung im Freien geparkt gewesen. Alle Insassen beider Maschinen blieben unverletzt, allerdings wurden auch beide Flugzeuge irreparabel beschädigt.[4][5]

- Am 3. August 1989 wurde eine Short 330-200 der Olympic Aviation (SX-BGE) im Anflug auf den Flughafen Samos gegen den 25 km entfernten, 1430 m hohen Berg Kerkis geflogen. Die Maschine wurde nach Sichtflugregeln geflogen, obwohl die Flughafenumgebung in Wolken lag. Alle 34 Insassen, 31 Passagiere und drei Besatzungsmitglieder wurden bei diesem Controlled flight into terrain (CFIT) getötet.[6]

- Am 6. Mai 1993 brachen die Piloten einer Short 330-200 der Atlantic Air BVI (VP-LVR) auf dem Flughafen Beef Island (Britische Jungferninseln) den Start ab, woraufhin die Maschine über das Ende der Startbahn hinaus ins Meer rollte. Das Flugzeug wurde irreparabel beschädigt, die 27 Passagiere und 3 Besatzungsmitglieder blieben unverletzt. Nachdem sämtliche Instrumente aus der Maschine ausgebaut worden waren, wurde es in 12 Metern Tiefe in der Nähe von Great Dog Island als Tauchspot versenkt.[7]

- Am 18. September 1999 wurde eine Short 330-200 der britischen Streamline Aviation (G-SSWU), die auf dem Flughafen Luton (England) geparkt war, von einer landenden Grumman American AA-5B gerammt und irreparabel beschädigt. Der Pilot der AA-5 hatte eine chaotische Kombination aus mehrfachem Landen und erneutem Abheben verursacht. Alle drei Insassen der AA-5 wurden bei dem Unfall getötet.[8]

- Am 8. Dezember 2002 zerstörte der Taifun Pongsona zwei in einem Hangar befindliche Short 330 der Freedom Air (Guam) (N51AN, N76NF).[9]

- Am 18. Mai 2006 wurde eine Short 330-200 der US-amerikanischen Air Cargo Carriers (N937MA) auf dem Flughafen Myrtle Beach (South Carolina, USA) irreparabel beschädigt, als die Maschine mit eingefahrenem Fahrwerk eine Bauchlandung machte. Die beiden Piloten, die einzigen Insassen auf dem Frachtflug, überlebten den Unfall.[10]

- Am 5. Mai 2017 verunglückte eine aus Louisville kommende Short 330-200 der US-amerikanischen Frachtfluggesellschaft Air Cargo Carriers (N334AC) bei der Landung auf dem Flughafen Charleston-Yeager (West Virginia, USA). Nach einem stark verkürzten Anflug mit bis zu 42° Schräglage schlug das Flugzeug sehr hart am linken Landebahnrand auf, wobei die linke Tragfläche abbrach und es in unebenes Gelände schleuderte. Vor allem der Kapitän, der ständig mit dem Kopiloten zusammen eingeteilt wurde, war schon mehrfach durch absichtliches Abweichen und Missachten von Sicherheitsvorschriften sowie mangelhafte Blindflug-Fähigkeiten aufgefallen. Die beiden Piloten, die einzigen Insassen, wurden getötet. Es war bereits der fünfte Totalverlust von Flugzeugen der Shorts-Familie bei dieser Fluggesellschaft, bei der auch das völlige Fehlen von Sicherheitsprogrammen festgestellt wurde.[11][12]

## Technische Daten (Short 330-220)
| Kenngröße            | Daten                                                                  |
| -------------------- | ---------------------------------------------------------------------- |
| Besatzung            | 2                                                                      |
| Passagiere           | 30                                                                     |
| Länge                | 17,69 m                                                                |
| Spannweite           | 22,76 m                                                                |
| Höhe                 | 4,95 m                                                                 |
| Flügelfläche         | 42,08 m²                                                               |
| Flügelstreckung      | 12,3                                                                   |
| Leermasse            | 6.680 kg                                                               |
| max. Startmasse      | 10.387 kg                                                              |
| Reisegeschwindigkeit | 351 km/h in 3.050 m Höhe                                               |
| Dienstgipfelhöhe     | 3.500 m                                                                |
| Reichweite           | 875 km                                                                 |
| Antrieb              | zwei Propeller-Turbinen Pratt & Whitney PT6A-45R, je 893 kW (1.198 PS) |